# Banja Koviljača

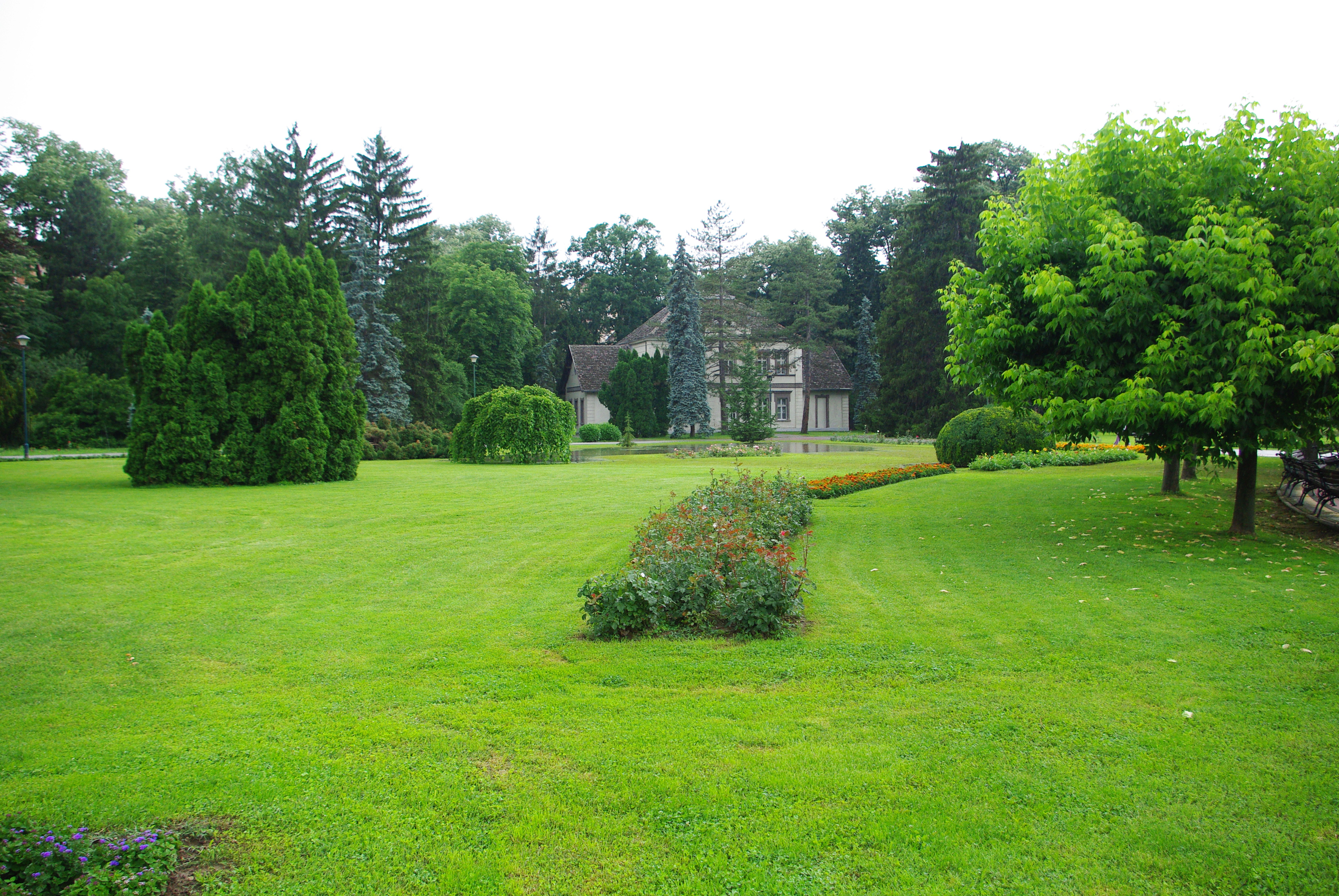
Parco a Banja Koviljaca

Banja Koviljača (in serbo Бања Ковиљача?) è una città e una stazione termale nel comune di Loznica, in Serbia. È la più antica stazione termale della Serbia; il nome significa proprio "terme di Koviljača", ed è anche conosciuta come Kraljevska Banja, ovvero "terme reali".
Banja Koviljača si trova al confine occidentale della Serbia sul fiume Drina, a 137 km da Belgrado. La popolazione della città è di 6.340 abitanti (censimento 2002).

## Geografia
La città è situata nella parte occidentale della Serbia, a 128m di altitudine, nella regione di Podrinje, che prende il nome dal fiume Drina che scorre attraverso di essa. La natura di questa regione è ricca e diversificata. Nei pressi della città, sulla strada principale Zvornik-Loznica, non lontano dal fiume, si trova il boscoso monte Gučevo (779 m).

## Storia

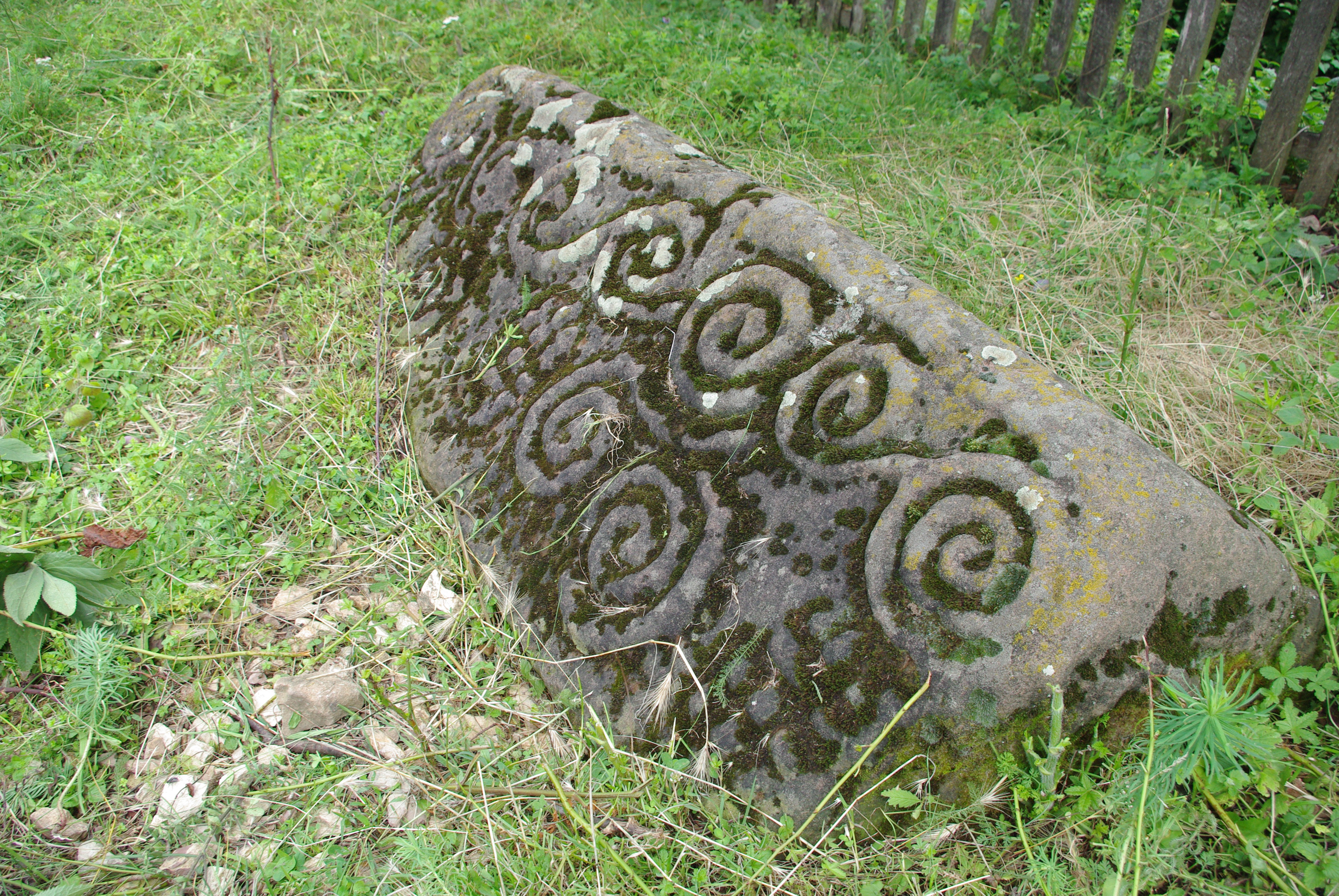
Rovina romana vicino a Banja Koviljaca

Indagini archeologiche hanno dimostrato che la zona di Banja Koviljača è popolata da molto tempo. Gli scavi hanno ritrovato le rovine di un insediamento romano nella zona delle terme, la città di Koviljka. Nel Medioevo la regione era visitata per via delle fonti di acque minerali. Al 1533 risale il primo documento scritto che cita Banja Koviljaca, indicata come un villaggio rurale nella regione Borina.
Nel diciottesimo secolo i turchi da Mačva e Podrinje visitavano questo settore. Alcuni documenti affermano che i turchi da Zvornik nel 1720 costruirono delle terme per il trattamento medico delle donne, anche a base di fango. A volte la gente chiamava le terme "Smrdan-Banja" cioè "Terme puzzolenti" a causa della acqua solfurea delle sorgenti.
Banja Koviljača divenne il luogo di villeggiatura di re Petar I Karađorđević nel 1908, che costruì moderne terme solfuree e la maggior parte del parco.

## Il monte Gučevo
Il Gučevo è una montagna boscosa a sud di Banja Koviljača. La vetta della montagna è il Picco Nero, alto 779 m. I geologi hanno scoperto che la montagna è composta di rocce diverse, tra cui calcari e arenarie. Nel lontano passato un terremoto ha causato la nascita delle sorgenti di acqua termale, di cui la montagna è ricca.
La montagna è oggi una meta turistica, attrezzata con alberghi e ristoranti.
Nella parte superiore della Gučevo è stato costruito nel 1914 un ossario per soldati uccisi nella battaglia combattuta su questo monte. 

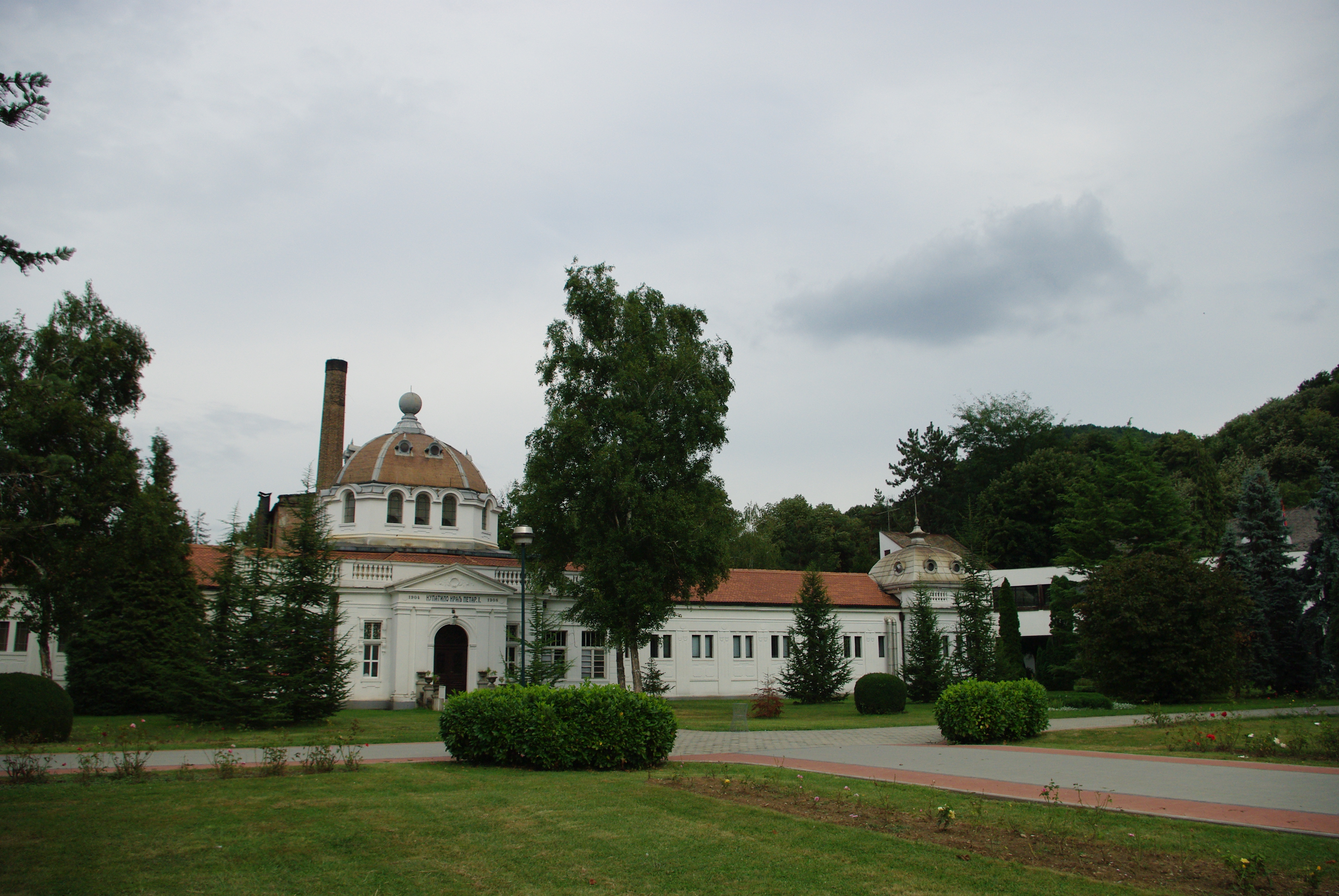
Bagno di Re Petar I Karadjordjevic
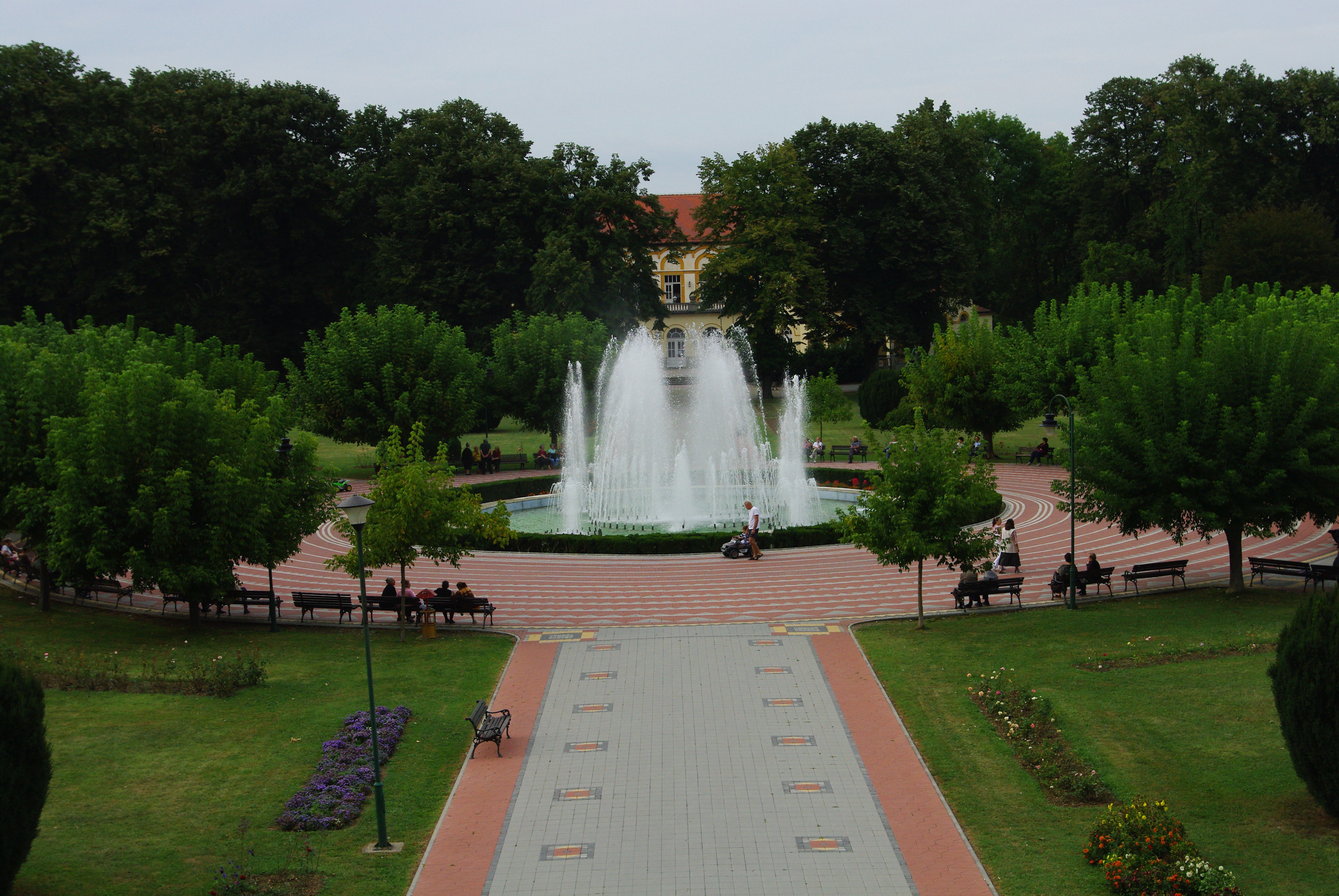
Fontana a Banja Koviljaca
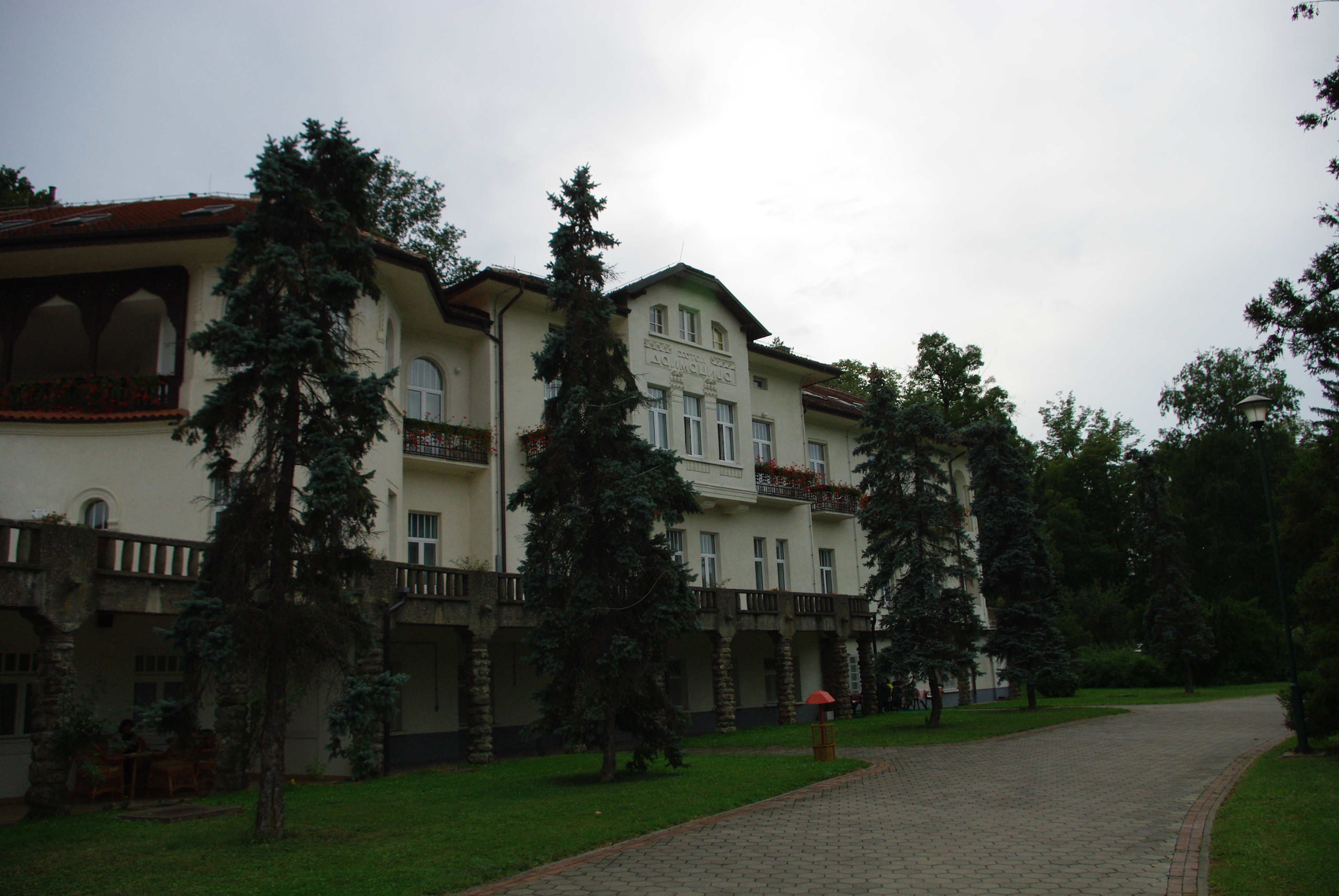
Hotel Dalmazia
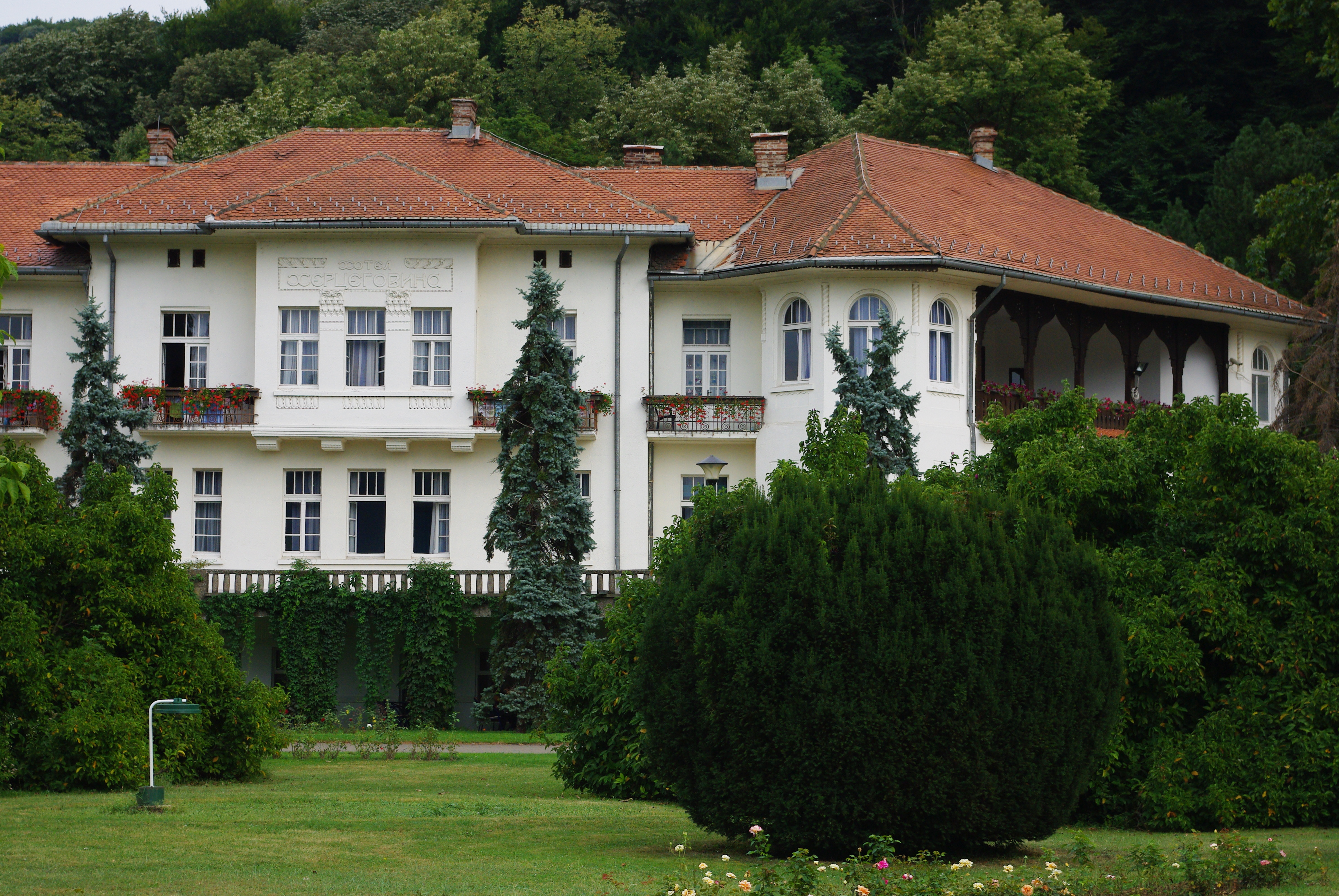
Hotel Erzegovina
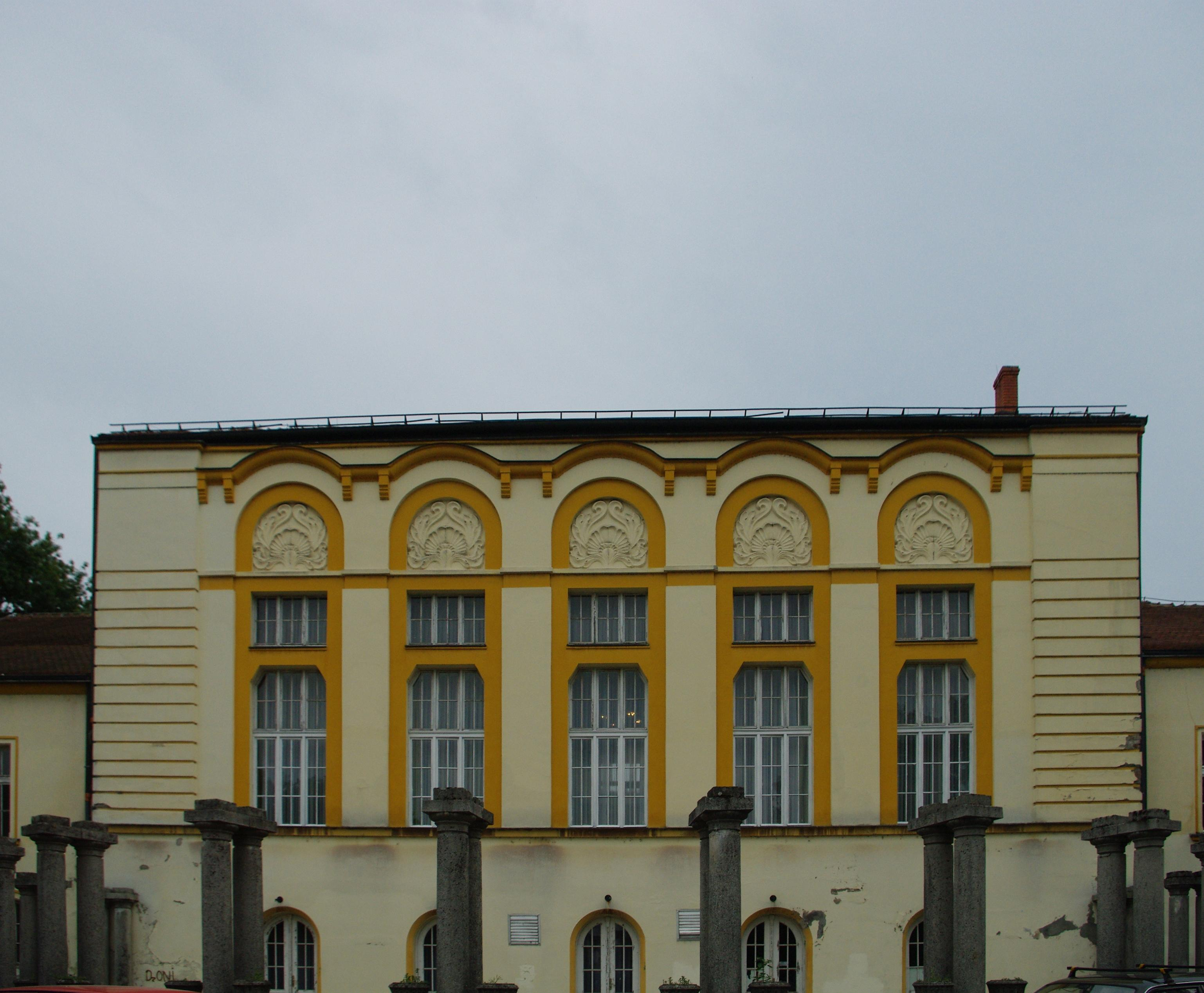
Kursalon
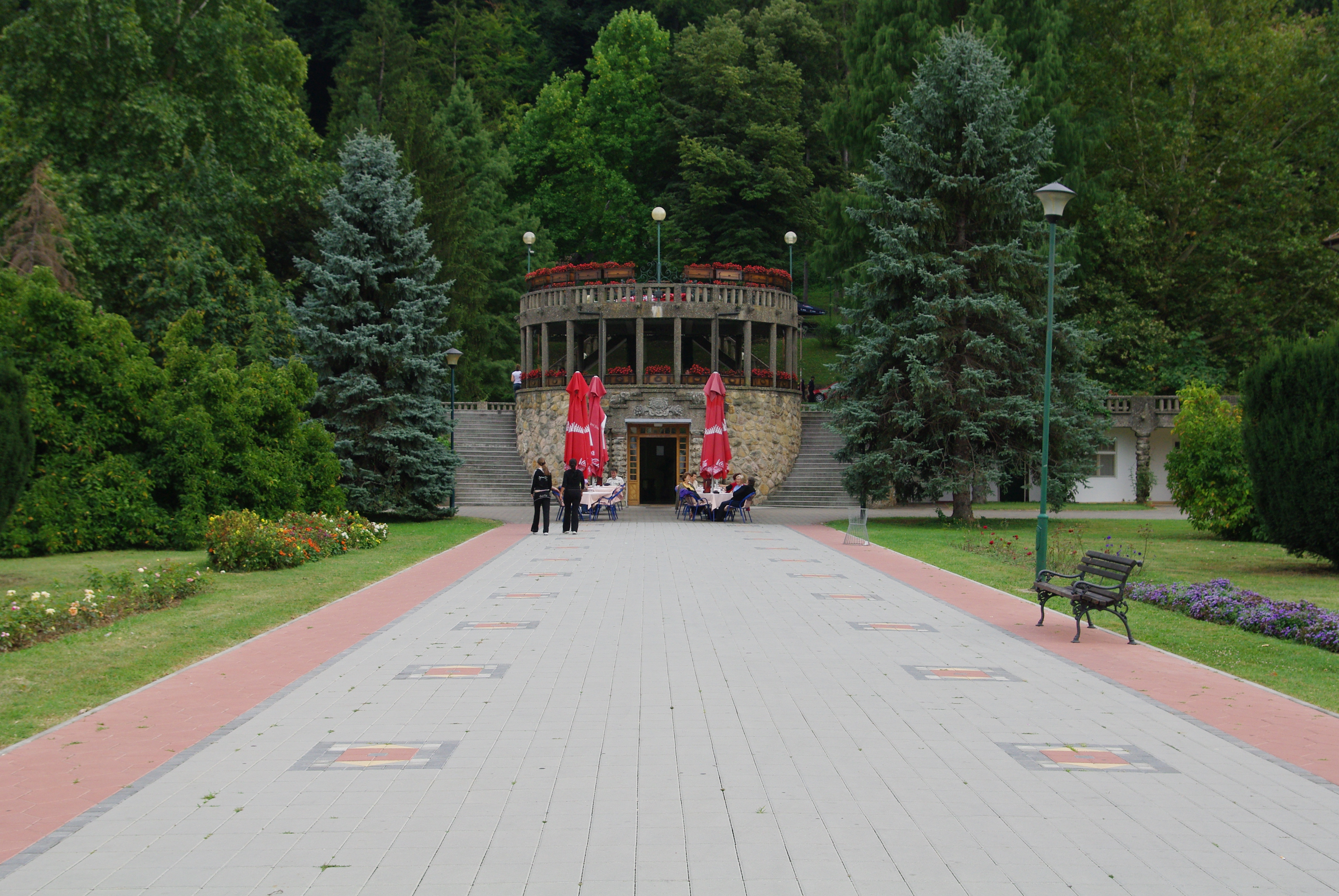
Cittadella
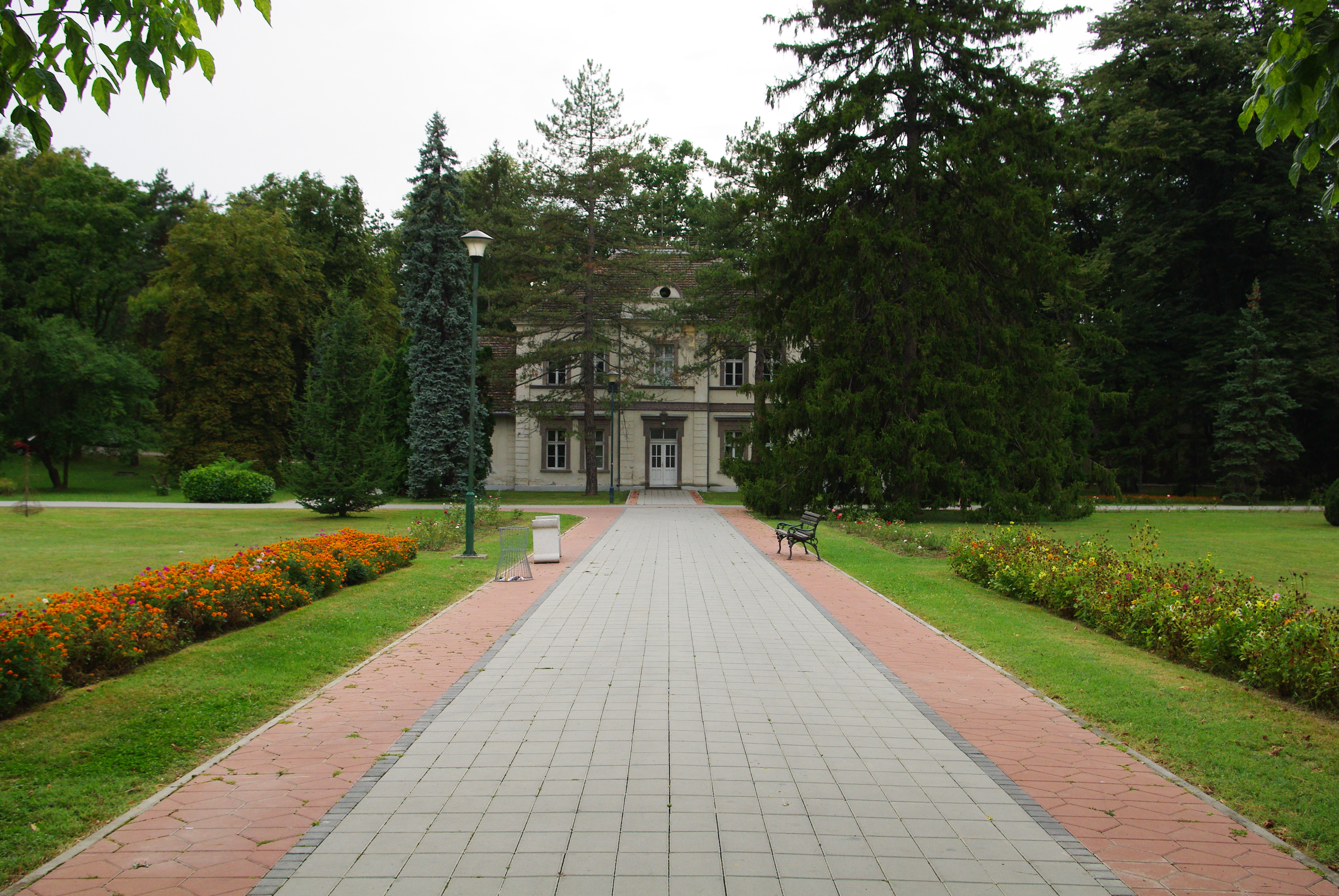
Una delle ville abbandonate a Banja Koviljaca
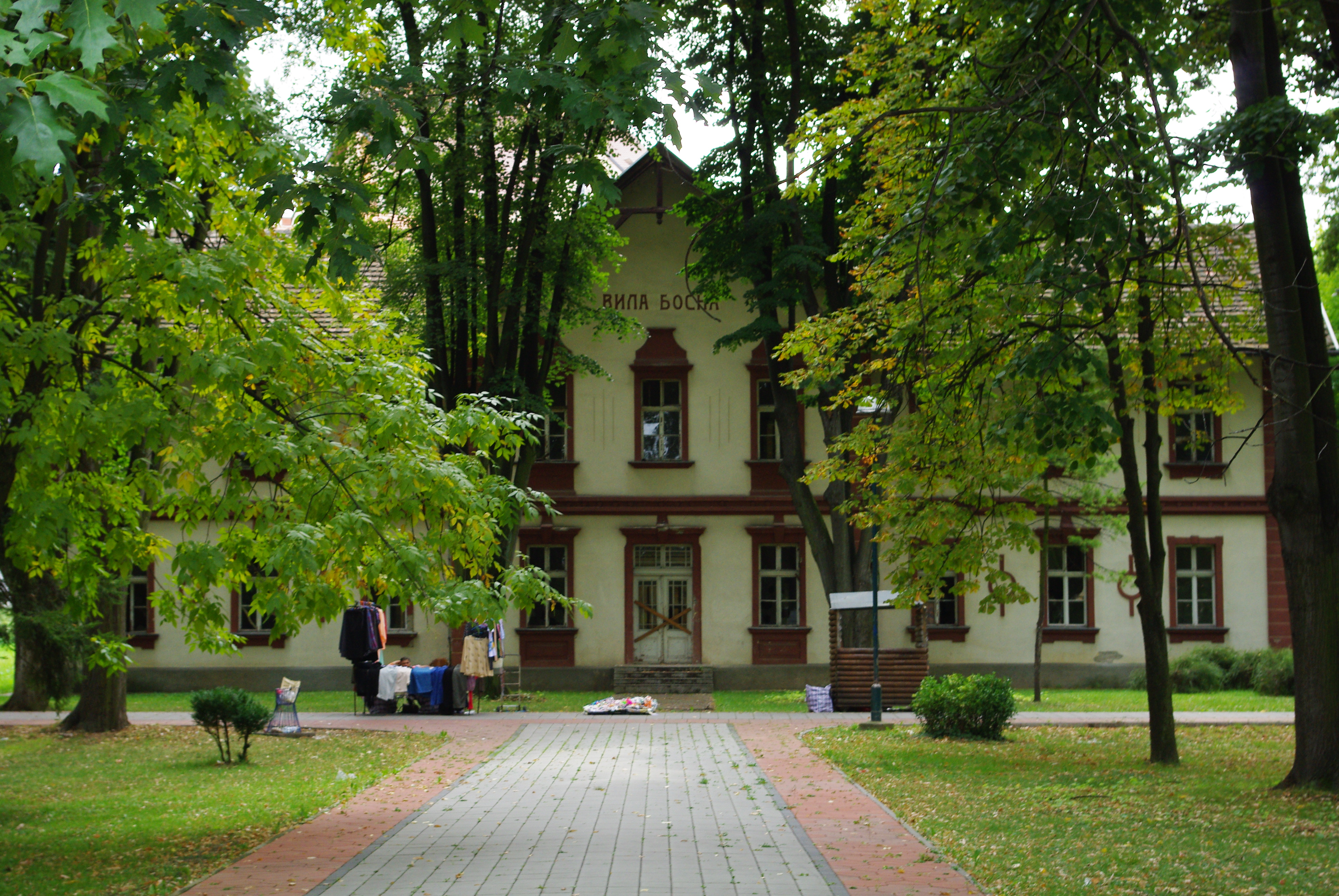
Villa Bosnia anche abbandonata